# Samaneh Beirami Baher
Samaneh Beirami Baher (persisch سمانه بیرامی باهر, * 12. Juni 1991) ist eine iranische Wintersportlerin, die im Grasski, im Skilanglauf und bei alpinen Skirennen antrat. Sie gewann in der Saison 2010 ihre ersten Grasski-Weltcuppunkte.

## Werdegang

### Grasski
Samaneh Beirami Baher nahm bisher nur an Grasskirennen in ihrem Heimatland Iran teil. Nachdem sie zu Beginn des Jahres 2008 mehrere FIS-Rennen im Alpinen Skisport bestritten hatte, nahm sie im August 2008 in Dizin erstmals an einem Weltcuprennen teil, kam in diesem Super-G aber nicht ins Ziel. Die nächsten Weltcupstarts folgten erst zwei Jahre später im August 2010. Diesmal wurde sie im Riesenslalom disqualifiziert, gewann aber im Super-G als Neunte und Letzte ihre ersten Weltcuppunkte, womit sie im Gesamtweltcup der Saison 2010 als Letzte den 18. Platz belegte. Sie nahm auch an der zeitgleich ebenfalls in Dizin ausgetragenen Juniorenweltmeisterschaft 2010 teil. An die Zeiten der stärksten Läuferinnen kam sie auch dort nicht heran. Im jeweils neun Läuferinnen zählenden Starterfeld wurde sie Sechste im Slalom, Siebente in der Super-Kombination und Neunte im Super-G. Im Riesenslalom wurde sie disqualifiziert. 2011 und 2012 nahm sie an keinen Wettkämpfen teil.

### Skilanglauf
Beirami Baher begann 2011 mit dem Start bei internationalen FIS-Rennen im Iran. Dabei erreichte sie wegen eines geringen Teilnehmerfeldes meist vordere Platzierungen, darunter viele Podestplatzierungen und Siege. Am 18. Februar 2015 startete sie erstmals außerhalb des Irans bei einem FIS-Rennen vor der Weltmeisterschaft 2015 in Falun. Dabei lief sie nach 5 km als 24. ins Ziel. Bei der Weltmeisterschaft selbst bestritt sie als eine von zwei Teilnehmerinnen ihres Landes neben Farzaneh Rezasoltani die Qualifikation zum Sprintrennen und wurde 85. Am Ende wurde sie als 84. gewertet. Bei den Weltmeisterschaften 2017 in Lahti errang sie den 98. Platz im Sprint. Im folgenden Jahr lief sie bei den Olympischen Winterspielen in Pyeongchang auf den 68. Platz im Sprint.

### Ski alpin
Im alpinen Skisport startete Beirami Baher zwischen Februar und März 2008 bei internationalen FIS-Rennen in ihrer Heimat Iran. Außerdem trat sie bei den Iranischen Meisterschaften an, bei denen sie als bestes Ergebnis einen 10. Platz im Super-G von Dizin erreichte.

## Erfolge

### Grasski

#### Juniorenweltmeisterschaften
- Dizin 2010: 6. Slalom, 7. Super-Kombination, 9. Super-G

#### Weltcup
- Eine Platzierung unter den besten zehn